# Josh Rouse
Josh Rouse (født 9. marts 1972) er en amerikansk singer-songwriter.

## Diskografi
- Dressed Up Like Nebraska (1998)
- Home (2000)
- Under Cold Blue Stars (2002)
- 1972 (2003)
- Nashville (2005)
- Substitulo (2006)
- Country Mouse City House (2007)
- El Turista (2010)
- Josh Rouse and the Longs Vacations (2011)
- The Happiness Waltz (2013)
- The Embers of Time (2015)